# Lejkówka alpejska

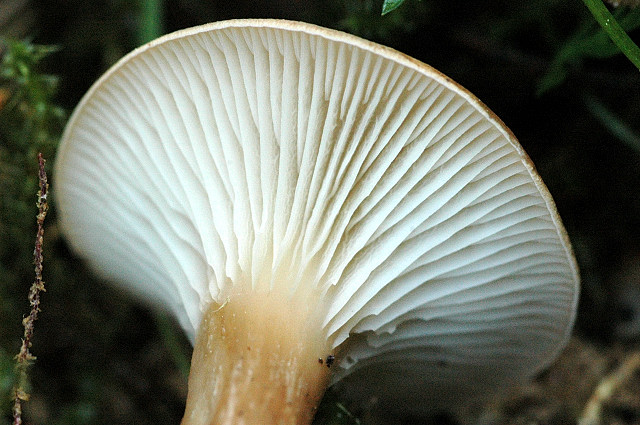

Lejkówka alpejska (Clitocybe bresadolana Singer) – gatunek grzybów z rzędu pieczarkowców (Agaricales).

## Systematyka i nazewnictwo
Pozycja w klasyfikacji według Index Fungorum: Clitocybe, Incertae sedis, Agaricales, Agaricomycetidae, Agaricomycetes, Agaricomycotina, Basidiomycota, Fungi.
Po raz pierwszy takson ten opisał w 1937 r. Rolf Singer. Nazwą uczcił mykologa Giacomo Bresàdolę. Synonimy:
- Clitocybe bresadolana f. longispora Lamoure ex E. Ludw. 2012
- Infundibulicybe bresadolana (Singer) Harmaja 2003[2].

Nazwę polską zaproponował Władysław Wojewoda w 2003 r.

## Morfologia
Kapelusz
Średnica 2–5 cm, początkowo wypukły, potem zagłębiony, na koniec lejkowaty. Brzeg cienki, falisty, długo podwinięty. Powierzchnia filcowata, brązowo-ochrowa lub czerwonawo-brązowa, na środku ciemniejsza. Jest niehigrofaniczny i nieprążkowany.
Blaszki
Zbiegające na trzon, dość gęste, z międzyblaszkami, kremowe.
Trzon
Wysokość 3–4 cm, grubość 0,5–1 cm, cylindryczny, dołem rozszerzający się, pełny. Powierzchnia włóknista, początkowo kremowa, potem ochrowa, brązowawa. Podstawa z białymi ryzomorfami.
Miąższ
Elastyczny, gąbczasty, kremowy, potem prawie ochrowy. Ma słodki, owocowy smak i migdałowy zapach.
Cechy mikroskopowe
Zarodniki 5-6,5 × 3-4 µm, eliptyczne, gładkie, szkliste. Podstawki 4- zarodnikowe.

## Występowanie i siedlisko
Lejkówka alpejska występuje w Ameryce Północnej Europie i azjatyckiej części Rosji. Jest rzadkim grzybem. W Polsce W. Wojewoda w 2003 r. przytoczył jedno tylko stanowisko z uwagą, że jest niepewne, oraz że częstość występowania i stopień zagrożenia tego gatunku nie są znane.
Naziemny grzyb saprotroficzny. Występuje wysoko w górach, na podłożu wapiennych skał, wśród karłowatych wierzb i dębików (Dryas).